# Tadeusz Lewaszkiewicz
Tadeusz Jan Lewaszkiewicz (ur. 22 stycznia 1950 w Słońsku) – polski językoznawca specjalizujący się w sorabistyce, polonistyce i w wybranych problemach językoznawstwa ogólnosłowiańskiego, profesor nauk humanistycznych.

## Życiorys
Studiował filologię polską na Uniwersytecie im. Adama Mickiewicza w Poznaniu w latach 1967–1972. W 1972 uzyskał tytuł magistra filologii polskiej na podstawie pracy pt. Poprawki i uzupełnienia w drugim wydaniu Słownika Lindego (promotorem był prof. Władysław Kuraszkiewicz). W 1976 uzyskał stopień doktora na podstawie pracy pt. Problematyka slawistyczna w Słowniku Lindego (promotor: prof. Władysław Kuraszkiewicz). Habilitację uzyskał na Uniwersytecie Warszawskim na podstawie rozprawy pt. Słowotwórstwo apelatywnych nazw miejsc w języku górnołużyckim.
Profesor Lewaszkiewicz jest członkiem Komitetu Słowianoznawstwa PAN.

## Wybrane publikacje
- Panslawistyczne osobliwości leksykalne S. B. Lindego i jego projekt stworzenia wspólnego języka słowiańskiego, Ossolineum, Wrocław 1980
- Słowotwórstwo apelatywnych nazw miejsc w języku górnołużyckim, Ossolineum, Wrocław 1988
- Łużyckie przekłady Biblii. Przewodnik bibliograficzny, Instytut Slawistyki PAN, Warszawa 1995
- Język powojennych przesiedleńców z Nowogródka i okolicy, Wydawnictwo Naukowe UAM, Poznań 2017.